# Circle (木村カエラのアルバム)
Circle（サークル）は、木村カエラのメジャー2枚目のアルバム。2006年3月8日にコロムビアミュージックエンタテインメントから発売された。

## 解説
- 前作から1年3ヶ月ぶりのアルバム。シングルは前作以降に発売された「リルラ リルハ」「BEAT」「You」と、カップリングからは「Twinkle」「PIONEER」が収録されている。
- 初回限定盤にはシングル3曲のビデオクリップ集が内容となっているDVDが付属された。
- オリコンウィークリーランキングにて初週に10万枚を売り上げ初登場2位を記録、累計売上は20万枚にのぼり、日本レコード協会よりゴールド認定を受けたヒット作。
- 表題曲「Circle」はシングル扱いはされていないがキットカット添付CDシングルとして同年2月20日に限定発売された。さらに抽選で「Circle」PVが収められたDVDプレゼントが行われたが、その後PV集「BEST VIDEO 1」が出るまでは公式でのPV発売はなかった。

## 収録曲
| #         | タイトル                     | 作詞       | 作曲       | 編曲      | 時間  |
| --------- | ---------------------------- | ---------- | ---------- | --------- | ----- |
| 1.        | 「リルラ リルハ」            | 木村カエラ | 會田茂一   | 會田茂一  | 3:49  |
| 2.        | 「tea cup」                  | 木村カエラ | 高桑圭     | 會田茂一  | 3:54  |
| 3.        | 「I ♥ hug」                  | 木村カエラ | 堀江博久   | 堀江博久  | 4:31  |
| 4.        | 「BEAT（Album ver.）」       | 木村カエラ | 奥田民生   | 奥田民生  | 5:00  |
| 5.        | 「トゥリル トゥリル リカー」 | 木村カエラ | 會田茂一   | 會田茂一  | 3:21  |
| 6.        | 「Twinkle（NANA ver.）」     | 木村カエラ | 會田茂一   | 會田茂一  | 3:02  |
| 7.        | 「You」                      | 渡邊忍     | 渡邊忍     | 渡邊忍    | 4:30  |
| 8.        | 「PIONEER」                  | 木村カエラ | 會田茂一   | 會田茂一  | 4:09  |
| 9.        | 「Deep Blue Sky」            | 木村カエラ | 吉村秀樹   | 會田茂一  | 5:49  |
| 10.       | 「Dancing now」              | 木村カエラ | 岸田繁     | 會田茂一  | 4:06  |
| 11.       | 「Circle」                   | 木村カエラ | ミト       | ミト      | 5:00  |
| 12.       | 「はちみつ」                 | 木村カエラ | 會田茂一   | 會田茂一  | 6:38  |
| 13.       | 「C-hildren」                | 木村カエラ | 田渕ひさ子 | 會田茂一  | 3:57  |
| 合計時間: | 合計時間:                    | 合計時間:  | 合計時間:  | 合計時間: | 57:46 |

| #  | タイトル                                | 作詞 | 作曲・編曲 |
| -- | --------------------------------------- | ---- | ---------- |
| 1. | 「リルラ リルハ」(ミュージック・ビデオ) |      |            |
| 2. | 「BEAT」(ミュージック・ビデオ)          |      |            |
| 3. | 「You」(ミュージック・ビデオ)           |      |            |

## 曲解説
1. リルラ リルハ
2. tea cup
3. I ♥ hug
4. BEAT（Album ver.）
5. トゥリル トゥリル リカー
  - 東宝配給映画「嫌われ松子の一生」挿入歌。コンピレーションアルバム「嫌われ松子の歌たち」も収録されている。
6. Twinkle（NANA ver.）
  - トリビュート・アルバム「LOVE for NANA～Only 1 Tribute～」収録曲。
7. You
8. PIONEER
  - 森永乳業「エスキモーPino」CMソング（本人もCMに出演）
9. Deep Blue Sky
10. Dancing now
11. Circle
12. はちみつ
13. C-hildren

## 参加ミュージシャン
リルラ リルハ
- 木村カエラ：Vocals
- 會田茂一：Guitars
- 高桑圭：Bass
- クハラカズユキ (ex.THEE MICHELE GUN ELEPHANT)：Drums

tea cup
- 木村カエラ：Vocals
- 會田茂一：Guitars
- 高桑圭：Bass
- 恒岡章：Drums

I♥hug
- 木村カエラ：Vocals
- 堀江博久：Programming, Guitar, Piano
- 神田朋樹：Additional Programming

BEAT 
- 木村カエラ：Vocals
- 奥田民生：Guitars, Percussions, Chorus
- TOKIE：Bass
- クハラカズユキ：Drums
- 奥野真哉：Keyboards

トゥリル トゥリル リカー
- 木村カエラ：Vocals
- 會田茂一：Guitars
- 佐藤研二：Bass
- 恒岡章：Drums

Twinkle 
- 木村カエラ：Vocals
- 會田茂一：Guitars
- 高桑圭：Bass
- クハラカズユキ：Drums

You
- 木村カエラ：Vocals
- 渡邊忍：Guitar
- 山下潤一郎：Bass
- 一瀬秀和：Drums

PIONEER 
- 木村カエラ：Vocals
- 會田茂一：Guitars, Chorus
- 4106：Bass
- 恒岡章：Drums
- 大森はじめ (東京スカパラダイスオーケストラ)：Percussion, Chorus

Deep Blue Sky 
- 木村カエラ：Vocals
- 會田茂一：Guitars, Synthesizer
- 佐藤研二：Bass
- 小松正宏：Drums

Dancing now
- 木村カエラ：Vocals
- 會田茂一：Guitars, Bass, Synthesizer
- 柏倉隆史：Drums

Circle 
- 木村カエラ：Vocals
- mito：Programming

はちみつ
- 木村カエラ：Vocals
- 會田茂一：Guitars, Synthesizer
- 佐藤研二：Bass, Cello
- 恒岡章：Drums

C-hildren
- 木村カエラ：Vocals
- 會田茂一：Guitars
- 佐藤研二：Bass
- 小松正宏：Drums